# AC Nagano Parceiro
AC Nagano Parceiro (AC長野パルセイロ?) är ett fotbollslag från Nagano i Nagano prefektur, Japan. Laget spelar för närvarande (2020) i lägsta proffsligan J3 League.

## Placering tidigare säsonger
| Säsong | Nivå | Liga      | Placering | Referens | Notering |
| ------ | ---- | --------- | --------- | -------- | -------- |
| 2014   | 3    | J3 League | 2         | [ 1 ]    |          |
| 2015   | 3    | J3 League | 3         | [ 2 ]    |          |
| 2016   | 3    | J3 League | 3         | [ 3 ]    |          |
| 2017   | 3    | J3 League | 5         | [ 4 ]    |          |
| 2018   | 3    | J3 League | 10        | [ 5 ]    |          |
| 2019   | 3    | J3 League | 9         | [ 6 ]    |          |
| 2020   | 3    | J3 League | 3         | [ 7 ]    | Pandemin |
| 2021   | 3    | J3 League | 9         | [ 8 ]    | Pandemin |
| 2022   | 3    | J3 League | 8         | [ 9 ]    | Pandemin |
| 2023   | 3    | J3 League | 14        | [ 10 ]   |          |
| 2024   | 3    | J3 League | 18        | [ 11 ]   |          |

## Trupp 2022
Aktuell 23 April 2022.
| Nr | Land  | Pos | Namn                                    |
| -- | ----- | --- | --------------------------------------- |
| 1  | Japan | MV  | Issei Ouchi                             |
| 2  | Japan | F   | Keita Yoshioka                          |
| 3  | Japan | F   | Takuya Akiyama                          |
| 4  | Japan | F   | Yuma Funabashi                          |
| 5  | Japan | F   | Hayato Ikegawa                          |
| 6  | Japan | MF  | Hiroyuki Tsubokawa                      |
| 7  | Japan | MF  | Takuma Mizutani                         |
| 8  | Japan | A   | Takuya Miyamoto (lån från Fujieda MYFC) |
| 9  | Japan | MF  | Kanta Makino                            |
| 10 | Japan | MF  | Hiroshi Azuma                           |
| 11 | Japan | MF  | Carlos Duke (lån från Fagiano Okayama)  |
| 13 | Japan | A   | Tsubasa Sano                            |
| 14 | Japan | MF  | Naoki Sanda                             |
| 15 | Japan | MF  | Masaki Miyasaka                         |
| 16 | Japan | MF  | Yuki Morikawa                           |
| 17 | Japan | MF  | Yuta Sato                               |

| Nr | Land       | Pos | Namn                                     |
| -- | ---------- | --- | ---------------------------------------- |
| 18 | Japan      | MF  | Kazuki Yamaguchi                         |
| 19 | Japan      | A   | Hayate Sugii                             |
| 20 | Japan      | F   | Yui Shikida                              |
| 21 | Japan      | MV  | Soki Yatagai                             |
| 22 | Japan      | MF  | Kakeru Suminaga                          |
| 23 | Japan      | A   | Kento Takakubo                           |
| 24 | Japan      | MF  | Reo Yamanaka                             |
| 25 | Japan      | MF  | Ryoji Fujimori                           |
| 28 | Japan      | MF  | Hinata Konishi                           |
| 29 | Japan      | F   | Kento Kawata                             |
| 31 | Indonesien | MV  | Ryu Nugraha                              |
| 32 | Japan      | MF  | Koki Harada (lån från Kawasaki Frontale) |
| 33 | Japan      | F   | Hiroki Yamamoto                          |
| 35 | Sydkorea   | MV  | Kim Min-ho                               |
| 37 | Japan      | MF  | Kohei Takahashi                          |